# Dactylaea
Dactylaea là chi thực vật có hoa trong họ Apiaceae.